# Bagdad Café
Bagdad Café (también conocida como Out of Rosenheim) es una película alemana de 1987 dirigida por Percy Adlon. El filme tiene una duración de 95 minutos en la versión estadounidense y 108 minutos en la versión alemana.

## Sinopsis
La película es una comedia que transcurre en un remoto truck-stop café y motel en el desierto de Mojave. La historia comienza cuando la turista alemana Jasmin (Sägebrecht) tiene una pelea con su marido mientras conducen a través del desierto. Ella sale del coche y se encuentra sola en medio del desierto y lo único que tiene a la vista es el Bagdad Café, un local regentado por una mujer negra llamada Brenda (Pounder). La cafetería es visitada por un grupo de personajes coloridos: un escenógrafo de Hollywood (Palance), una artista del tatuaje (Kaufmann) y la familia de Brenda. Jasmin y los habitantes de Bagdad Café se van conociendo, al principio con mucha desconfianza, pero luego surgirá entre ellos una verdadera amistad.

## Reparto
| Actor               | Personaje       |
| ------------------- | --------------- |
| Marianne Sägebrecht | Jasmin          |
| CCH Pounder         | Brenda          |
| Jack Palance        | Rudi Coxx       |
| Christine Kaufmann  | Debby           |
| Monica Calhoun      | Phyllis         |
| Darron Flagg        | Salomo          |
| George Aguilar      | Cahuenga        |
| G. Smokey Campbell  | Sal             |
| Hans Stadlbauer     | Muenchgstettner |
| Alan S. Craig       | Eric            |
| Apesanahkwat        | Sheriff Arnie   |
| Ronald Lee Jarvis   | Trucker Ron     |
| Mark Daneri         | Trucker Mark    |
| Ray Young           | Trucker Ray     |
| Gary Lee Davis      | Trucker Gary    |

## Premios y nominaciones
- 1988: ganador Bavarian Film Award Best Screenplay (Eleonore & Percy Adlon)
- 1988: ganador Ernst Lubitsch Award (Percy Adlon)
- 1989: nominado para el Oscar por Best Music, Original Song (Bob Telson for the song "[Calling You (Canción)]")
- 1989: ganador Amanda Best Foreign Feature Film (Percy Adlon)
- 1989: ganador Artios Best Casting for Feature Film, Comedy (Al Onorato and Jerold Franks)
- 1989: ganador César a la mejor película extranjera (Percy Adlon)

Full list of awards